# Festival Internacional de Cinema de Alexandria
O Festival Internacional de Cinema de Alexandria para Países do Mediterrâneo, (em árabe: مهرجان الإسكندرية السينمائي الدولي ou em inglês:  Alexandria International Film Festival, AIFF) é um festival de cinema anual, realizado na cidade egípcia de Alexandria.

## História
O Festival foi criado em 1979 pela Associação Egípcia de Escritores de Filmes Críticos (EAFWC), criada em 1973 pelo crítico Kamal Al-Malakh. O FICA tem por objetivo ampliar a cultura cinematográfica e fortalecer o relacionamento entre os cineastas de todo o mundo, com especial atenção para os países Mediterrâneo.

## Competição oficial
A competição oficial do festival é limitada aos longas metragens dos países mediterrâneos, enquanto vários países internacionais participam de atividades fora da competição oficial como o "Panorama do Cinema Mundial" e outra seção sobre filmes premiados em festivais internacionais.
Existem vários prêmios no festival, incluindo: Melhor Competição de Cinema, Melhor Ator, Melhor Atriz, Melhor Diretor e Melhor Roteirista, o último com o nome do roteirista Abdel Hadi Adib, no valor de 200.000 libras egípcias (US$ 36.000 dólares).

## Atualidade
O FICA é dirigido atualmente pelo príncipe Abaza. O festival é patrocinado pelo Ministério da Cultura do Egito e em colaboração com o Governo of Alexandria.
Em 2018, o festival em sua 34ª edição, aconteceu na Bibliotheca Alexandrina. Segundo o presidente do festival, Al-Amir Abaza, o tema deste ano foi "Jerusalém é árabe" em resposta a iniciativa do Estados Unidos em transferir sua embaixada de Tel Aviv para Jerusalém . Esta edição também foi dedicada em homenagem a atriz egípcia Nadia Lotfi.

## Premiações
- Prêmio Melhor Filme
- Prêmio da Comissão Especial de Arbitragem
- Prêmio Youssef Shaheen (Melhor Resultado)
- Prêmio Naguib Mahfouz (Melhor Cenário)
- Prêmio Omar Sharif (Melhor Ator)
- Prêmio Faten Hamama (Melhor Atriz)
- Prêmio Jerusalém (Melhor Conquista Artística)
- Prêmio Kamal Malbach (Primeiro ou Segundo Trabalho do Diretor)

|  | Ano  | Melhor Filme                                                  | Melhor Curta-Metragem                      | Melhor Primeiro ou Segundo Recurso | Melhor Conquista Artística | Melhor Roteiro              | Comissão Especial de Arbitragem            | Melhor Atriz                           | Melhor Atriz Coadjuvante |
|  | 2018 | Too Much Info Clouding Over My Head de Vasilis Christofilakis | E I G H T D A Y de Jasmin Pivic            | Daybreak de en:Gentian Koçi        | Martyr de Mazen Khaled     | Daybreak de en:Gentian Koçi |                                            |                                        | Carol Abboud por Martyr  |
|  | 2017 | The Weight of Honor de Stephanie Seldin Howard                |                                            |                                    |                            |                             |                                            | Hind Sabri por en:The Flower of Aleppo |                          |
|  | 2016 | Bourek de en:Vladan Nikolic                                   | The Blind of the Cathedral de Nadine Asmar |                                    |                            |                             | The Blind of the Cathedral de Nadine Asmar |                                        |                          |
|  | 2015 |                                                               |                                            | Sara de Khalil al Mozian           |                            |                             | La moitié du ciel de Abdelkader Lagtaa     |                                        |                          |